# تدخلات تميم بن المعز في صقلية
تدخلات تميم بن المعز في صقلية, هي مجموعة من الحملات أرسلها تميم بن المعز لدعم المسلمين في صقلية و طوائفهم، في مواجهة خصومهمم بالتحديد روجر الأول زعيم النورمان.

## الحملات

### الحملة الزيرية في صقلية (1063-1069)
بعد أن تولى تميم بن المعز، مضى على خطى أبيه و أرسل أسطول و عسكر بقيادة ولديه أيوب و علي إلى صقلية سنة 455هـ / 1063، بالأخص مع تحسن الأحوال لصالح الزيريين و الأمل في استغلال بنو هلال الغزاة, فقد تم تأكيد تواجدهم في صفوف المجاهدين في قصريانة سنة 1062.
نزل علي في جرجنت لدعم ابن الحواس و توجه جيش آخر لمساعدة قصريانة حيث على بعد ميلين من هناك هزم روجار الأول فرقة من 500 عربي و بربري التحقوا بالجيش منذ فترة قصيرة، فتوجه جيش المسلمين المكون من صقليين و أفارقة (أهل إفريقية) إلى تروانا مقر النورمان، و مُني بهزيمة في معركة سيرامي في جمادى الثانية 455هـ / جوان 1063، و أُسر الكثير من المسلمين و تم سبيهم و بيعهم، و سقطت تروانا بيد الكفار, و في رمضان ـ شوال 455هـ / سبتمبر 1063 نزل أسطول من بيزا في بالرمو و في نفس الفترة هزم النصارى فرقة إسلامية مكونة من 600 عربي و بربري، و نهبوها و عادوا بالغنائم إلى تروانا بعد غارات ناجحة.
أما أيوب فقد نزل مع أغلب الجيش في بالرمو سنة 456هـ / 1064 و حظي باستقبال حسن، و حكم باسم أبيه في جميع مناطق العاصمة من مازرة إلى سِفالو، و عندما قدم صاحب قصريانة ابن الحواس إلى جرجنت، أعطاه هدايا ثمينة و سلمه القصر، و عندم أدار أيوب أُعجب الناس به فغار ابن الحواس و أمر الرعية أن يطردوه فرفضوا فقاتلهم، و انضم أهل جرجنت لأيوب و خلال المعركة أصاب سهم إبن الحواس فقُتل و دخل جيشه في تبعية أيوب بن تميم، و كذلك بايعته جرجنت و قصريانة و بالرمو، لكن وقعت فتنة بين أهل بالرمو و عبيد تميم بن المعز و ازداد الكره بينهم، فاجتمع علي و أيوب و عادا إلى الديار سنة 461هـ / 1069 و اصطحبوا معهم مجموعة من البحارة و أعيان صقلية.

### سقوط بالرمو (1072)
أرسل آل باديس في أواخر 463هـ / أوت 1071 أسطول لنجدة بالرمو التي كانت محاصرة من جسكار، تمكن الأسطول من دخول الميناء لكن رغم ذلك سقطت المدينة بسبب المجاعة يوم 13 ربيع الثاني 464هـ / 8 جانفي 1072، و بعد ذلك بمدة قُتل سارلون ابن أخ جسكار و روجر الأول خلال غارة لفرسان العرب، و سعد المسلمون بهذا النصر الخفيف، فقد أُرسل رأسه للمهدية و طيف به في الشوارع على رمح، و أُعلن أن مقتل هذا القائد سيسهل من النصر، و في سنة 465هـ / 1072-1073 وصلت إلى صفاقس سفن شرقية (قد تكون بيزنطية أو فاطمية) فأرسل تميم أسطول المهدية و أفسد السفن.

### الحملة الزيرية في صقلية (1074-1078)
بعد غزو بالرمو لم يسجل النورمان تقدماً، فما زال المسلمون مسيطرين على وسط و جنوب و طرفي صقلية تاورمينا و تراباني، و بعد تشجعهم بفضل الزيريين ثار مسلمو صقلية سنة 466-467هـ / 1074.
في يوم 1 و 2 ذو القعدة 466هـ / 28 و 29 جوان 1074 أغار الأسطول الزيري على نقوطرة فغنموا الغنائم ثم أطلقوا السبايا مقابل فدية. و في سنة 467-468هـ / 1075 حاصر الباديسيون مازرة 8 أيام و في اليوم التاسع جاء روجر الأول و دخل القلعة و دارت المعركة أسفل ساحتها و انتصر بفضل خبرته في الخطط الحربية و رمى المهزومين في الماء و سبى الباقي، و في رواية تعتبر خيالية ذُكر أن ابن أخ تميم بن المعز مع 150 سفينة وقع في الاسر. بعد هاتين الغارتين بدأت المفاوضات بين روجر و تميم، و في منتصف 468هـ / بدايات 1076، تواصل البابا غريغوري السابع مع خصوم تميم الناصر بن علناس و روجر الأول، خلال حصار تاورمينا سنة 470-471هـ / 1078، ظهرت 10 سفن حربية تابعة لتميم، و تمت مسائلتها من قبل النورمان و تبين أنه ليس لها نوايا عدوانية ثم غادرت.

## العواقب
في أوائل 467هـ / أواخر ماي 1086 انتصر روجار الأول على ابن عباد الذي مات غرقا، و أرسل جثته إلى تميم، حسب مؤرخ نصراني مجهول، و قد بدأت خلال ذلك التحالفات بين بيزا و جنوة التي ستأدي في النهاية إلى غزو المهدية.